# Franz Anton Donat Heußlein von Eußenheim
Franz Anton Donat Freiherr Heußlein von Eußenheim (* 13. Januar 1742 in Kissingen; † 25. September 1805 in Kissingen) war ein fränkischer Obristlieutenant und Hochfürstlich-Würzburgischer Kammerherr.

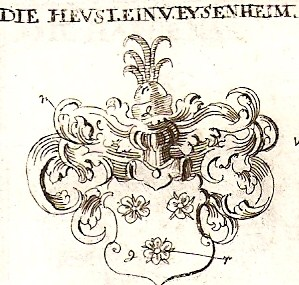
Familienwappen der Heußlein von Eußenheim
(Quelle: Weigelsches Wappenbuch, 1734)

## Leben
Franz Anton Donat Heußlein von Eußenheim entstammt fränkischem Niederadel. Er wurde als Sohn des Heinrich Hartmann Ignaz Donat Freiherr Heußlein von Eußenheim und der Josephine Veronika Johanna von Münster geboren. Durch Nomination des Lothar Franz Wilhelm von Rotenhan und Provision des Philipp Anton Christoph von Guttenberg am 1. Februar 1764 wurde er als Domizellar am Würzburger Dom aufgeschworen. Doch schon am 24. Juli desselben Jahres verzichtete er zugunsten seines jüngeren Bruders Adam Joseph Maria Valentin Donat Freiherr Heußlein von Eußenheim auf seine Kapitularstelle und schlug die militärische Laufbahn ein. Im Jahre 1775 stand er als Hauptmann beim Guttenberg’schen Dragonerregiment und bis 1802 brachte er es zum Obristlieutenant beim nunmehr Bubenhofen’schen Dragonerregiment sowie zum Hochfürstlich-Würzburgischen Kammerherrn. Er starb unvermählt im Alter von 63 Jahren.